# گنبد (افغانستان)
گنبد یک منطقهٔ مسکونی در افغانستان است که در ولایت بامیان واقع شده‌است.